# بوشيني ذهبي
بوشيني ذهبي (الاسم العلمي: Puccinia aurea) هو نوع من الفطريات يتبع جنس البوشيني من فصيلة البوشينية.